# Ерёменко, Андрей Иванович
Андре́й Ива́нович Ерёменко (2 [14] октября 1892, слобода Марковка, Старобельский уезд, Харьковская губерния, Российская империя — 19 ноября 1970, Москва, РСФСР, СССР) — советский военачальник, командующий армиями и фронтами во время Великой Отечественной войны, Маршал Советского Союза (1955), Герой Советского Союза (1944), Герой ЧССР (1970).
Возглавлял наибольшее количество фронтов среди маршалов Советского Союза — девять раз (всего командовал восемью фронтами).

## Молодость
Родился в слободе Марковка (ныне посёлок городского типа Марковка, административный центр Марковского района Луганской области) в семье бедного крестьянина Ивана Ивановича Ерёменко (1872—1902) и Марии Ивановны Ерёменко.
Семья была многодетной, Андрей был старшим из семи детей (братья Семён, Гавриил, Иван и сёстры Полина, Прасковья и Мария/Марфа).

## На фронтах с 1914 по 1920 годы

### Первая мировая война
Был призван в Русскую императорскую армию в ноябре 1913 года. Служил рядовым в 168-м Миргородском пехотном полку, в составе которого вступил в Первую мировую войну. Воевал на Юго-Западном и Румынском фронтах, отличился в Галицийской битве 1914 года. В феврале 1915 года переведён ефрейтором в Великолуцкий 12-й пехотный полк 3-й пехотной дивизии того же фронта, участвовал в осаде и взятии Перемышля. В 1917 году был произведён в унтер-офицеры, переведён в команду конной разведки полка.

### Гражданская война в России
После Октябрьской революции 1917 года вернулся домой. В январе 1918 года организовал Марковский партизанский отряд для борьбы против германско-австрийских интервентов, оккупировавших Луганщину. После ухода немцев в январе 1919 года назначен заместителем председателя Марковского ревкома и уездным военным комиссаром. Участвовал в Луганской обороне 1919 года.
С июня 1919 года — на строевой службе в Красной армии, был зачислен в 14-ю кавалерийскую дивизию Первой Конной армии С. М. Будённого, в составе которой активно сражался на Гражданской войне: помощник командира взвода и старшина эскадрона в 2-м кавалерийском полку, с сентября 1919 — командир взвода в 34-м кавалерийском полку, с декабря 1919 — начальник разведки 1-й кавалерийской бригады, с марта 1920 — помощник начальника штаба этой бригады по оперативной части, с апреля 1920 — начальник полковой школы 9-го кавалерийского полка, с августа 1920 — начальник штаба 79-го кавалерийского полка в 14-й кавалерийской дивизии. Воевал против армий А. И. Деникина, Ю. Пилсудского, П. Н. Врангеля, отрядов Н. И. Махно.

## Служба в межвоенный период
После Гражданской войны продолжал служить начальником штаба полка, при этом прошёл обучение в Ленинградской Высшей кавалерийской школе (окончил её в 1923 году). с октября 1924 года учился на Ленинградских кавалерийских курсах усовершенствования командного состава, которые окончил в 1925 году. С октября 1925 года — начальник штаба, с декабря 1929 года — командир 79-го (затем 55-го) кавалерийского полка в 14-й кавалерийской дивизии.
В 1930—1931 учебном году он прослушал политкурсы при Военно-политической академии РККА им. В. И. Ленина, в 1931 году окончил курсы командиров-единоначальников при Военно-политической академии РККА имени Н. Г. Толмачёва и сразу же зачислен на учёбу в академию. В 1935 году окончил Военную академию РККА имени М. В. Фрунзе. С января 1936 года — помощник командира, с июля 1937 года — командир 22-го кавалерийского полка 23-й кавалерийской дивизии 7-го кавалерийского корпуса. С августа 1937 года — командир той самой 14-й кавалерийской дивизии, в которой воевал в Гражданской войне и служил более 10 лет после её окончания. 22 февраля 1938 года «за выдающиеся успехи и достижения в боевой, политической и технической подготовке частей и подразделений» полковник Ерёменко был награждён орденом Ленина.
В июне 1938 года стал командиром 6-го кавалерийского корпуса, сформированного из частей Первой Конной армии и дислоцированного в Белорусском военном округе.
В сентябре 1939 года Ерёменко во главе корпуса принимал участие в походе РККА в Западную Белоруссию. При пересечении границы с Польшей он приказал выкопать и погрузить на автомашину советский пограничный столб № 77728, заявив, что он «будет стоять именно там, где укажут поставить его товарищ Сталин, правительство нашей великой Родины».
С июня 1940 года — командир 3-го механизированного корпуса в Белоруссии. В декабре 1940 года назначен командующим войск Северо-Кавказского военного округа, но не вступив в должность, через несколько дней, в январе 1941 года назначен командующим 1-й Краснознамённой армией на Дальнем Востоке.

## Начальный период Великой Отечественной войны
Накануне войны с Германией, 19 июня 1941 года, назначен командующим 16-й армией, перебрасывавшейся из Забайкальского военного округа на запад. 19 июня был вызван в Москву. 22 июня, сдав дела и получив известие о нападении Германии, выехал в Москву, куда прибыл 28 июня и тут же был назначен новым командующим Западным фронтом (предыдущий командующий генерал армии Д. Г. Павлов был отстранён от командования и вскоре арестован и расстрелян). 30 июня вступил в командование фронтом, которым руководил до прибытия маршала С. К. Тимошенко (который был назначен командующим фронтом 2 июля, прибыл в войска 4 июля), после чего оставлен заместителем командующего Западного фронта. 19 июля вновь назначен командующим войск Западного фронта (маршал Тимошенко остался его начальником, возглавляя Главное командование Западного направления).

### Смоленское сражение
После разгрома Западного фронта в приграничном Белостокско-Минском сражении, в начале июля в его состав были переданы войска Второго стратегического эшелона, но сдержать наступление противника не удалось. Немецкие войска форсировали Березину, Днепр и Западную Двину, захватили Полоцк, Витебск, Оршу, Могилёв и Смоленск. За три недели фронт откатился на восток на 200 км.
Ерёменко, отвечавший за действия северного фланга Западного фронта, сначала выехал в 22-ю армию, оборонявшуюся в районе Полоцка, здесь он сумел стабилизировать ситуацию в месте захваченного противником Дисненского плацдарма, затем организовывал атаку на Городок после прорыва советской обороны через Западную Двину у Уллы.
12 июля ему поручено координировать действия 22-й, 19-й и 20-й армий в безуспешной попытке вернуть Витебск. Во второй половине июля он пытался стабилизировать положение в районе Смоленска. Почти месяц продолжались бои на Смоленщине и за сам Смоленск. Город и его многие кварталы неоднократно переходили из рук в руки. Бои носили ожесточённый характер.
19 июля организовал переправу в районе Соловьёво, которая обеспечивала снабжение основных сил, окружённых в Смоленском «котле». 30 июля Западный фронт снова возглавил Тимошенко, а Ерёменко отозван в Москву для нового назначения.

### Брянский фронт
14 августа назначен командующим созданного Брянского фронта. Первейшая задача — противодействовать 2-й армии и 2-й танковой группе противника в их ударе на Москву. Дал лично Сталину обещание  «разбить подлеца Гудериана», потому что в тот момент вплоть до 24 августа войска Гудериана в основном находились в границах Брянского фронта. Однако советское Верховное Главнокомандование не сразу разгадало замысел противника. 21 августа Гитлер отдал приказ о повороте части сил группы армий «Центр» на юг и 25 августа начались действия по этому плану. В этот же день ВГК поставило всем войскам Западного направления новые активные задачи. Брянскому фронту — содействовать Резервному фронту в его ударе в общем направлении на Рославль, то есть задачи по воспрещению поворота части сил группы армий «Центр» на юг Ерёменко не получал, поэтому не смог помешать Гудериану замкнуть с севера кольцо окружения вокруг армий Юго-Западного фронта (см. Рославльско-Новозыбковская операция), что привело к Киевской катастрофе в сентябре. Обеспечение стыка с Брянским фронтом и воспрещение прорыва сил врага с севера были возложены на командование Юго-Западным фронтом.
5 сентября Ерёменко, первым среди красноармейских командиров, обратился к Сталину с просьбой создать заградотряды в дивизиях, которые зарекомендовали себя как «неустойчивые». Через неделю эта практика была распространена на стрелковые дивизии всей Красной Армии.
В октябре германские войска начали наступление на Москву (Операция «Тайфун»). В результате обходного манёвра танковой группы Гудериана войска Брянского фронта под командованием Ерёменко попали в окружение восточнее Брянска (Вяземская операция). Удар Гудериана был настолько неожиданным, что немецкая механизированная колонна, продвигаясь к Брянску, буквально напоролась на штаб фронта. Ерёменко лично (по его словам, других свидетельств этого нет) возглавил атаку на колонну, что дало возможность эвакуировать штаб без существенных потерь. В то же время Ставка, получив радиограмму о разгроме штаба фронта, и посчитав Ерёменко погибшим, назначила командующим фронта командующего 50-й армии. В оперативном окружении оказались 3-я, 13-я и 50-я армии РККА. С 9 октября Ерёменко начал борьбу перевёрнутым фронтом, прикрываясь арьергардами с задачей выйти через противника на новые рубежи, чтобы снова создать фронт. Эта борьба достигла невероятного напряжения и драматизма, лишь около 10 процентов войск удалось выйти из окружения. Удар в районе Борщёвка-Навля был решающим потому, что это был последний большой заслон противника, закрывавший выход из лесов. 13 октября, чтобы мобилизовать войска, поднять их дух, Ерёменко побывал перед новым боем во многих батальонах и даже в восьми ротах, поговорил с людьми, с командным составом. С рассветом начался бой. Один из батальонов, которому командующий лично поставил задачу, удачным манёвром вышел в тыл позиции противника в направлении Борщёвки. В это время ударом с фронта была прорвана оборону противника. Здесь он серьёзно был ранен и эвакуирован в Москву специально присланным за ним самолётом. Войска продолжали выходить из окружения малыми группами и организовали новый рубеж обороны по линии Курск — Мценск.
В ночь на 15 октября после сложной операции А. И. Ерёменко навестил И. В. Сталин. Он справился о здоровье, ни словом не упрекнул, что командующий не сумел одержать победы над Гудерианом, а напротив, поблагодарил за организованные действия войск, а позже, когда все армии Брянского фронта вышли из окружения, поздравил по телефону.

### Северо-Западный фронт
В декабре Ерёменко был назначен командующим 4-й ударной армией, входившей в состав Северо-Западного и Калининского фронтов, которая принимала участие в контрнаступлении советских войск под Москвой. В Торопецко-Холмской и Велижской наступательных операциях войска его армии достигли высоких результатов в зимнем наступлении 1942 года: были прорваны оборонительные рубежи, за месяц боёв враг отброшен на 250 километров, освобождены города Андреаполь, Торопец, охвачена с севера Ржевская группировка противника и с юга — Великолукская группировка. 20 января, во время бомбёжки немецкими самолётами передовых позиций, когда Ерёменко находился в одной из дивизий на направлении главного удара, он был снова ранен, но отказался от ампутации правой ноги и отправки в тыловой госпиталь и ещё в течение 23 дней продолжал руководить боевыми действиями. Только 15 февраля он был доставлен в госпиталь, где находился до августа 1942 года.

### Юго-Запад и Сталинград

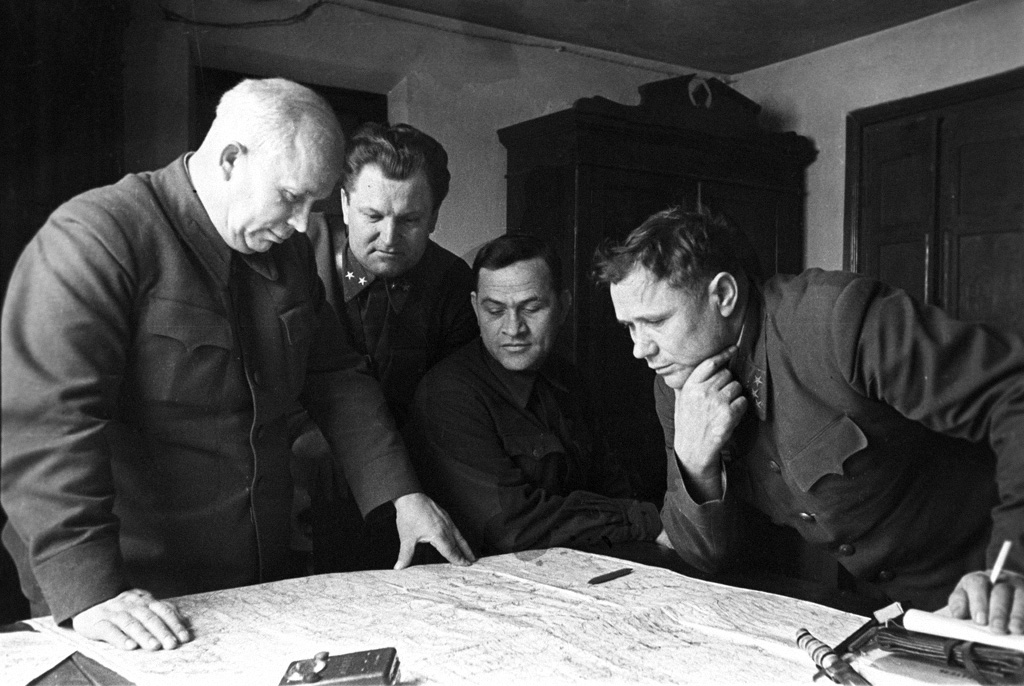
Члены Военного совета Сталинградского фронта: Хрущёв, Кириченко, Чуянов и комфронта Ерёменко, декабрь 1942 года

В августе 1942 года Ерёменко назначен командующим Юго-Восточным фронтом, где контратаковал немецкие войска в ходе Воронежско-Ворошиловградской операции. 10 августа по приказу Ставки ему был подчинён также и Сталинградский фронт. Он собрал воедино все отходившие соединения и имеющиеся резервы, благодаря чему сумел нанести удар по наиболее опасной группировке врага, которому не удалось с хода прорваться к городу с юго-запада. Но несмотря на этот и ряд других организованных Ерёменко контрударов, в конце августа немецкие войска ворвались в Сталинград, где увязли в уличных боях и постепенно утратили наступательный потенциал. В период обороны Сталинграда действия Ерёменко на посту командующего фронтом неоднократно резко критиковались И. В. Сталиным и А. М. Василевским.
28 сентября Юго-Восточный фронт был переименован в Сталинградский фронт. Почти четыре месяца войска Ерёменко сдерживали наступление противника в Сталинградской битве. Он творчески решал массу острейших оперативно-тактических вопросов. Под его руководством была детально разработана тактика уличных боёв, в том числе способы ведения боя внутри зданий, широко развёрнуто снайперское движение, умело и быстро осуществлялось оборудование местности. По приказу командующего вся артиллерия фронта, включая орудия речных кораблей Волжской флотилии, сосредоточила огонь на передовых группировках врага. 
Во время операции «Уран» в ноябре 1942 года, войска Ерёменко прорвали оборонительные рубежи противника южнее Сталинграда и соединились с войсками генерала Н. Ф. Ватутина, замкнув тем самым кольцо окружения вокруг 6-й армии генерала Фридриха Паулюса.  Фельдмаршал Эрих фон Манштейн попытался в декабре контратаковать советские войска и деблокировать армию Паулюса. Атака намечалась с двух направлений: с юга от Котельниково и с плацдарма на реке Чир. В ответ советское командование бросило на плацдарм крупные силы:  5-ю танковую армию (командующий — генерал П. Л. Романенко) и 5-ю ударную армию (комадующий — генерал М. М. Попов). Советское наступление на плацдарм успеха не имело, в ходе упорных боев с 7 по 17 декабря танковые корпуса советской 5-й ТА были разбиты один за другим, в основном силами 11-й танковой дивизии вермахта (командир — Герман Бальк). Тем не менее, наступление с плацдарма было сорвано и наступление от Котельниково отменено. В итоге 6-я армия Паулюса капитулировала 2 февраля 1943 года.
1 января 1943 года Сталинградский фронт был переименован в Южный фронт, получивший задачу наступать на запад к Азовскому морю. Ерёменко крайне тяжело пережил это назначение, поскольку претендовал на руководство завершением ликвидации 6-й немецкой армии. Войска фронта продвинулись в направлении Ростова-на-Дону более чем на 200 километров, но из-за ослабления ударной группировки не смогли перехватить пути отхода германских войск с Северного Кавказа. 2 февраля Ерёменко по состоянию здоровья был снят с должности командующего и отозван в Москву в распоряжение Ставки, а в дальнейшем направлен на лечение в одну из кавказских лечебниц.

## Второй этап войны
В апреле 1943 года Ерёменко был назначен командующим войсками Калининского фронта, который оставался относительно спокойным до августа, когда левое крыло фронта принимало активное участие в Смоленской наступательной операции. В начале октября 1943 года Ерёменко провёл небольшое, но успешное наступление в районе Невеля. С 20 октября 1943 года после переименования фронта командовал 1-м Прибалтийским фронтом.
4 февраля 1944 года Ерёменко был ещё раз переведён на юг, на этот раз для командования Отдельной Приморской армией, которая имела задачу ударом с Керченского плацдарма соединиться с 4-м Украинским фронтом генерала Ф. И. Толбухина. Эта задача была успешно решена в ходе Крымской операции. Когда в ходе наступления войска армии соединились с войсками 4-го Украинского фронта, армия была включена в состав фронта, а Ерёменко 18 апреля 1944 года переведён на самостоятельную командную работу — командующим 2-м Прибалтийским фронтом.
Во время летнего стратегического наступления Красной армии 1944 года войска фронта провели успешную Режицко-Двинскую наступательную операцию, обеспечивая с севера главный удар советских войск в Белоруссии. Потери противника убитыми и пленными составили свыше 30 000 человек. За эту операцию Ерёменко было присвоено звание Героя Советского Союза. В августе провёл Мадонскую операцию.
В ходе Прибалтийской операции осенью 1944 года войска 2-го Прибалтийского фронта наступали на Ригу, ведя упорные бои на многочисленных оборонительных рубежах со значительными потерями. Только после успеха войск соседнего фронта генерала И. Х. Баграмяна, сумевшего южнее Риги прорваться к Балтийскому морю и блокировать 30 немецких дивизий в Латвии в Курляндском котле, войска Ерёменко смогли освободить Ригу.
26 марта 1945 года Ерёменко перевёлся на должность командующего войсками 4-го Украинского фронта, на которой он оставался до окончания войны. Войска фронта действовали в восточной Чехословакии. На этом посту Ерёменко провёл Моравско-Остравскую операцию, в ходе которой были освобождены Словакия и восточные районы Чехии. Победу его войска встретили на восточных подступах к Праге. В Чехии до сих пор некоторые улицы носят его имя.

## Послевоенный период
После войны Ерёменко в 1945—1946 годах был командующим Прикарпатским военным округом, в 1946—1953 годах — командующим Западно-Сибирским военным округом и в 1953—1958 годах — командующим Северо-Кавказским военным округом. 11 марта 1955 года Ерёменко вместе с пятью другими советскими военачальниками присвоено воинское звание Маршала Советского Союза (академик А. И. Алиханов в своих воспоминаниях утверждал, что Сталин намеревался присвоить звание маршала Ерёменко ещё в 1952 году). Предлагал Н. С. Хрущёву свою кандидатуру в роли докладчика на очередном XX съезде КПСС по теме разоблачения культа личности И. В. Сталина. В 1958 году он назначен генеральным инспектором Группы генеральных инспекторов Министерства обороны СССР.
Кандидат в члены ЦК КПСС (1956—1970).
Один из первых советских маршалов, начавших публиковать свои мемуары. Кроме того, в 1990-х годах в «Военно-историческом журнале» были опубликованы фрагменты из дневника Ерёменко, который тот, несмотря на запрет, вёл всю войну. Этот дневник отличается весьма высокой оценкой собственной роли автора в войне, но содержит огромную массу ранее неизвестных и любопытных фактов. В 2013 году дневники впервые изданы отдельной книгой.

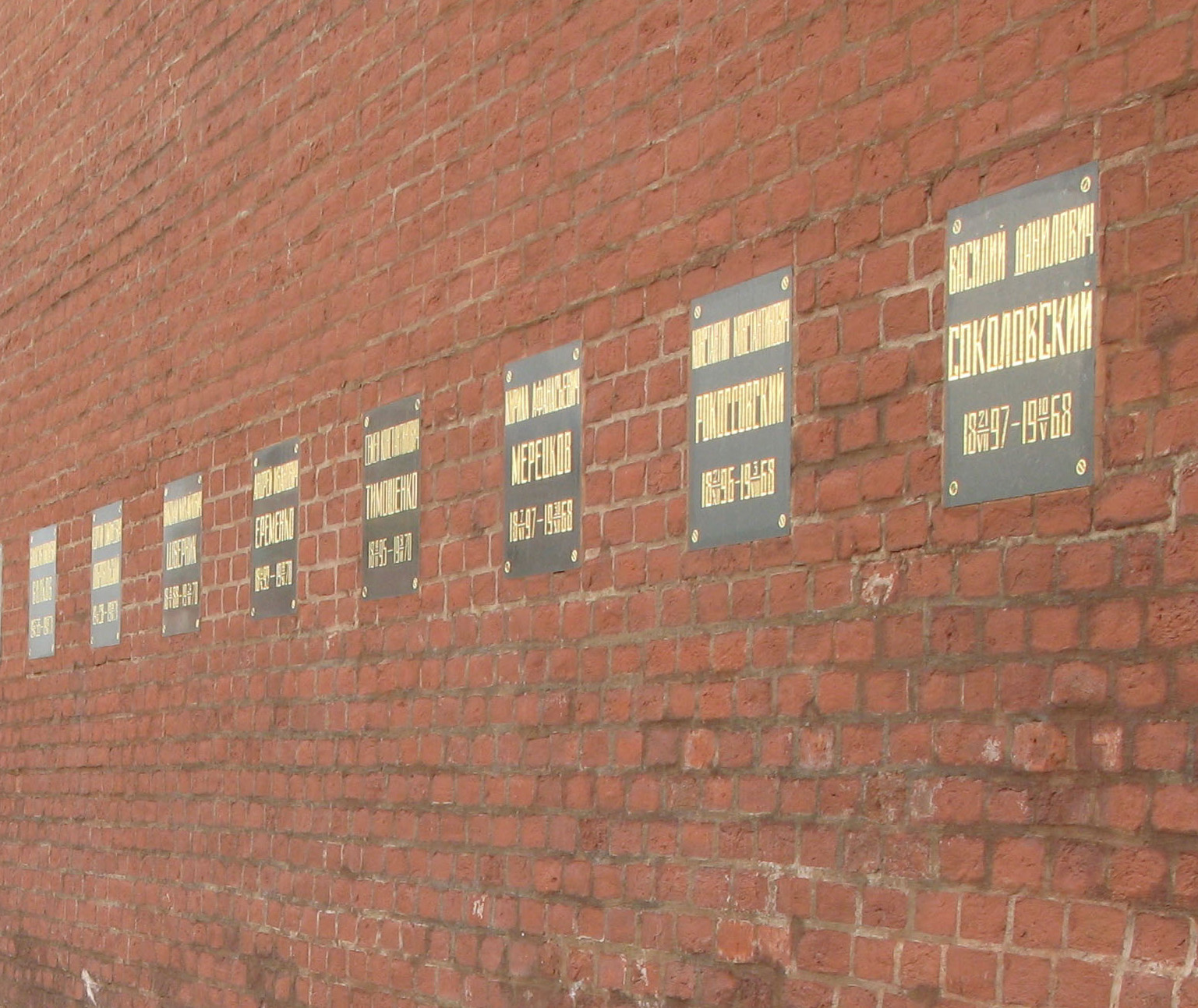
Плита в Кремлёвской стене

Умер 19 ноября 1970 года. Урна с его прахом покоится в Кремлёвской стене на Красной площади.

## Воспоминания
Андрей Иванович Ерёменко всю войну вёл дневники, несмотря на то, что это было запрещено, ввиду ценности для противника в случае, если они попадут в его руки. Свою первую книгу о войне «Сталинград» он вчерне написал весной 1943 года, находясь на излечении в санатории Цхалтубо после ранения. В 1950—1960 годах Ерёменко создал ряд достаточно известных произведений военно-мемуарной литературы: «В начале войны», «На Западном направлении», «Годы возмездия».
В воспоминаниях он критически отозвался о многих военачальниках, с которыми ему пришлось служить. «Наши кадровики очень плохо знают людей и часто, к сожалению, формально подходят к подбору высших командных кадров, — отмечал он. — Когда мы в академии изучали Русско-японскую войну, то от души смеялись над генералом Сахаровым, который возил в теплушке корову… А теперь у нас ещё похлеще Сахарова оказался генерал Голубев. Смех и горе. Может ли быть хороший воин из этакого генерала? Никогда! Ведь он думает не о Родине, не о подчинённых, а о своём брюхе».
Андрей Иванович рассказал в дневнике и о своей встрече со Сталиным во время его единственного визита на фронт, состоявшегося 5 августа 1943 года в селе Хорошево подо Ржевом, где командующий Калининским фронтом готовил Смоленскую наступательную операцию.

## Семья
Отец — Иван Иванович Ерёменко (1872—1902). Мать — Мария Ивановна Ерёменко. 
Был женат на Евдокии Фёдоровне Ерёменко, в браке имел детей: сыновья Павел, Игнат, Иван и дочь Валентина. Сын Иван пропал без вести при бомбёжке в момент эвакуации из Вильнюса в начале войны. Евдокия Фёдоровна выжила при той бомбёжке.
Второй брак был заключён с Ниной Ивановной Ерёменко (1923—2006), служившей медсестрой в полевом госпитале, в этом браке родились сыновья Андрей, Владимир и дочь Татьяна. Шестеро внуков (Татьяна, Андрей, Алексей, Глеб, Марта, Андрей) и 12 правнуков.
Племянница А. И. Ерёменко — кандидат медицинских наук Неонила Семёновна Ерёменко (1927—1994), заведующая кафедрой глазных болезней Тернопольского медицинского института, была замужем за основателем тернопольской патофизиологической школы, профессором Эммануилом Наумовичем Бергером. Их сын — математик Александр Эммануилович Ерёменко, лауреат премии Гумбольдта.
Внук — вице-адмирал Ерёменко Анатолий Павлович, командир 25 дивизии ПЛ ТОФ, начальник штаба 2 Фл ПЛ ТОФ, начальник 6 ВСОК ВМФ.

## Воинские звания
- 30.12.1935 — полковник;
- 17.02.1938 — комбриг;
- 09.02.1939 — комдив;
- 04.11.1939 — комкор;
- 04.06.1940 — генерал-лейтенант;
- 11.09.1941 — генерал-полковник;
- 27.08.1943 — генерал армии;
- 11.03.1955 — Маршал Советского Союза.

## Награды

### Советские награды
- Медаль «Золотая Звезда» Героя Советского Союза (29.07.1944 № 5323);
- 5 орденов Ленина (22.02.1938, 29.07.1944, 21.02.1945[16], 13.10.1962, 13.10.1967);
- орден Октябрьской Революции (22.02.1968);
- 4 ордена Красного Знамени (15.06.1926[17], 22.02.1941, 03.11.1944[16], 20.06.1949[16]);
- 3 ордена Суворова 1-й степени (23.01.1943, 16.05.1944, 23.05.1945);
- орден Кутузова 1-й степени (22.09.1943);
- Почётное оружие с золотым изображением Государственного герба СССР (именная шашка) (22.02.1968);
- медали СССР.

### Иностранные награды
- Герой Чехословацкой Социалистической Республики (28.04.1970);
- орден «Легион почёта» степени Главнокомандующего (США);[18];
- Орден Клемента Готвальда (Чехословакия, 28.04.1970);
- Орден Белого льва 1-й степени со звездой (Чехословакия);
- Орден Белого льва «За Победу» 1-й степени (Чехословакия);
- 2 Чехословацких Военных креста 1939 года;
- 2 ордена Возрождения Польши;
- Орден «Virtuti militari» 3-й степени (Польша);
- Орден «Крест Грюнвальда» 2-й степени (Польша);
- 2 ордена «За заслуги перед Отечеством» в золоте (ГДР);
- Орден Сухэ-Батора (Монголия);
- Дукельская памятная медаль (Чехословакия);
- Медаль Военных заслуг 2-й степени (Чехословакия);
- Военная памятная медаль (Чехословакия);
- Медаль «За храбрость перед врагом» (Чехословакия);
- Медаль «За укрепление дружбы по оружию» 1-й степени (Чехословакия);
- Медаль «За Одру, Нису и Балтику» (Польша);
- Медаль «За Варшаву 1939—1945» (Польша);
- Медаль «За вашу и нашу Свободу» (Польша).

### Почётные звания
- Почётный гражданин Волгограда (4 мая 1970);
- Почётный гражданин Смоленска;
- Почётный гражданин Даугавпилса (27 июля 1964)[19];
- Почётный гражданин Остравы (Чехия).
- Почётный гражданин города Новоград-Волынский[20]

## Память
- Улица Маршала Ерёменко в Москве, Волгограде, Ростове-на-Дону, Смоленске, городе-герое Керчи
- Улицы в Донецке, Славянске, Снежном, Велиже, Торопце, Феодосии.
- С 1974 по 1991 год имя Андрея Ерёменко носила часть нынешней улицы Ницгалес в Риге.
- Квартал Ерёменко в Луганске.
- Луганский республиканский госпиталь ветеранов войны им. маршала А. И. Ерёменко.
- В 1971 году имя А. И. Ерёменко присвоено Орджоникидзевскому высшему общевойсковому командному училищу (расформировано в 1993).
- В Ростов-на-Дону на здании штаба военного округа установлена мемориальная доска.
- В 1981 году вступил в строй большой рыболовный траулер «Маршал Ерёменко» (по состоянию на 2008 год оставался в строю).
- В 2011 году в центре города Трубчевска был заложен сквер имени А. И. Ерёменко, в котором 7 октября 2012 года установлен бронзовый бюст Героя.

## Воспоминания современников
Забота о солдате всегда была у него на первом плане, и он просто не терпел тех командиров, которые считали обоз, кухню, полевую почту второстепенным делом. Наградить раненного в бою солдата Ерёменко считал непреложным законом.
Ерёменко никогда не допускал, чтобы раненый воин остался без награды. Если не оказывалось ничего другого, он снимал с руки собственные часы и вручал их отличившемуся бойцу или командиру. Но вообще его порученцы всегда возили с собой большой запас различных наград. Бывая в войсках, Андрей Иванович неутомимо, пешком, опираясь на трость, обходил одну часть за другой. Кстати о трости. К этому времени Ерёменко был уже дважды тяжело ранен. После второго ранения он почти месяц командовал войсками, что называется, с носилок. Рана на ноге заживала долго, поэтому трость была ему необходима, чтобы передвигаться.
Ерёменко был непосредственным человеком и не всегда умел сдерживать своё возмущение непорядками в частях и соединениях. Он не считался с амбицией нерадивых военачальников и распекал их, невзирая на чины и прежние заслуги, поэтому нажил себе немало недоброжелателей.
Бытует мнение, якобы Ерёменко был генералом обороны. Это, полагаю, надуманное утверждение. О том, почему наступление Брянского фронта не увенчалось успехом, я уже писал. Но после этого 4-я ударная армия под его командованием добилась наибольшего успеха среди войск Северо-Западного направления в ходе общего наступления в январе — феврале 1942 года. Под Сталинградом, как мы увидим дальше, его войска совместно с Юго-Западным фронтом замкнули кольцо окружения вокруг армий Паулюса и Гота. И в последующем на целом ряде фронтов А. И. Ерёменко успешно проводил наступательные операции.
Если коснуться его взаимоотношений со штабами, то следует сказать, что он никогда не опекал их, не пытался подменить начальника штаба или учить его, как надо работать. Андрей Иванович добивался в Ставке, чтобы к нему назначался самостоятельный, зрелый военачальник. Так, штабы у него возглавляли генералы Г. Ф. Захаров, И. С. Варенников, В. В. Курасов, Л. М. Сандалов. Штабу фронта, в мою бытность, Ерёменко, нечего греха таить, иногда под давлением тяжёлой обстановки ставил невыполнимые по времени задачи. Однако хорошо аргументированные предложения выслушивал и подчинённых, умевших защитить своё мнение, ценил. Он охотно принимал дельные советы и предложения, очень любил доклады, подтверждавшие, что его распоряжения выполняются точно и конкретно, поощрял чёткую организаторскую работу штаба.
Широкую известность в литературе в войне получила оценка Еременко И. В. Сталиным (автор публикации цитирует письмо Г. К. Жукова В. Д. Соколову от 7 января 1964 г.):

«Ерёменко я расцениваю ниже, чем Рокоссовского. Войска не любят Ерёменко. Рокоссовский пользуется большим авторитетом. Ерёменко очень плохо показал себя в роли командующего Брянским фронтом. Он нескромен и хвастлив…»— А. Кочуков. Москва: октябрь 1957-го/«Красная Звезда», 2003, 28 января..

«Он умел выкручиваться и вместе с тем имел большие способности к подхалимажу» «Вылезать наружу из блиндажа или подземелья, по моим наблюдениям, он не любил. Очень не любил. В период наступления южнее Сталинграда и событий под Котельниково мне довелось много ездить, но с Ерёменко я не помню, чтобы приходилось ездить».— (Василевский)

## Сочинения
- Боевые эпизоды. Походы Первой Конной армии. — Ростов н/Д, 1957.
- Ерёменко А.И. На западном направлении. — М.: Воениздат, 1959. — 192 с. — 11 000 экз.
- Против фальсификации истории второй мировой войны. Изд. 2-е. — М., 1960.
- Сталинград. — М., 1961.
- Ерёменко А. И. В начале войны. — М.: «Наука», 1965. — 510 с. — 5000 экз.
- Еременко А.И. Годы возмездия. 1943-1945. — М.: Наука (издательство), 1969. — 598 с. — (Вторая мировая война в исследованиях, воспоминаниях, документах). — 50 000 экз.
- Помни войну. — Донецк, 1971.
- Дневники. Записки. Воспоминания. 1939—1946. — М., 2013.
- Служба Родине. 1914—1939. — М., 2015.
- Один из 200 огненных дней//Битва за Сталинград.4-е издание. — Волгоград, Нижне-Волжское книжное издательство, 1973.